# Walter Rosenblum
Walter A. Rosenblum (1919-2006) fue un fotógrafo estadounidense. 

## Biografía
Rosenblum nació el 1 de octubre de 1919 en la ciudad de Nueva York.
Rosenblum fue miembro de la New York Photo League, con Paul Strand y Lewis Hine. Se convirtió en presidente de la Liga en 1941. Enseñó fotografía en el Brooklyn College durante 40 años.Fotografió el desembarco del Día D de la Segunda Guerra Mundial en Normandía en 1944. Fue el primer fotógrafo aliado que entró en el campo de concentración liberado de Dachau. Por todo ello, recibió varias condecoraciones militares. 
Durante los años de McCarthy, como todos los miembros de la New York Photo League, fue incluido en la lista negra.
De 1952 a 1976 pasó los veranos en Norfolk, Connecticut, como profesor en la Escuela de Verano de Música y Arte de Yale, donde enseñó fotografía. 
Su esposa era la historiadora de la fotografía Naomi Rosenblum. Tuvieron dos hijas, Lisa y la documentalista Nina.Sus fotografías se exhiben en museos de todo el mundo.
Rosenblum murió el 23 de enero de 2006.

## Colecciones
- El Museo J. Paul Getty [2]
- El Museo de Arte Moderno [7]

## Premios y honores
- Premio a la trayectoria - Centro Internacional de Fotografía (1998) [4]